# Rosjön, Småland
Rosjön är en sjö i Eksjö kommun och Nässjö kommun i Småland och ingår i Emåns huvudavrinningsområde. Sjön har en area på 1,56 kvadratkilometer och ligger 235,1 meter över havet. Sjön avvattnas av vattendraget Torsjöån (Nybroån). Vid provfiske har abborre, braxen, gers och mört fångats i sjön.

## Delavrinningsområde
Rosjön ingår i det delavrinningsområde (640277-144740) som SMHI kallar för Utloppet av Rosjön. Medelhöjden är 265 meter över havet och ytan är 17,97 kvadratkilometer. Det finns inga delavrinningsområden uppströms utan avrinningsområdet är högsta punkten. Torsjöån (Nybroån) som avvattnar avrinningsområdet har biflödesordning 2, vilket innebär att vattnet flödar genom totalt 2 vattendrag innan det når havet efter 197 kilometer. Delavrinningsområdet består mestadels av skog (62 procent) och jordbruk (17 procent). Avrinningsområdet har 1,55 kvadratkilometer vattenytor vilket ger det en sjöprocent på 8,6 procent.